# Anselmo dall'Orto

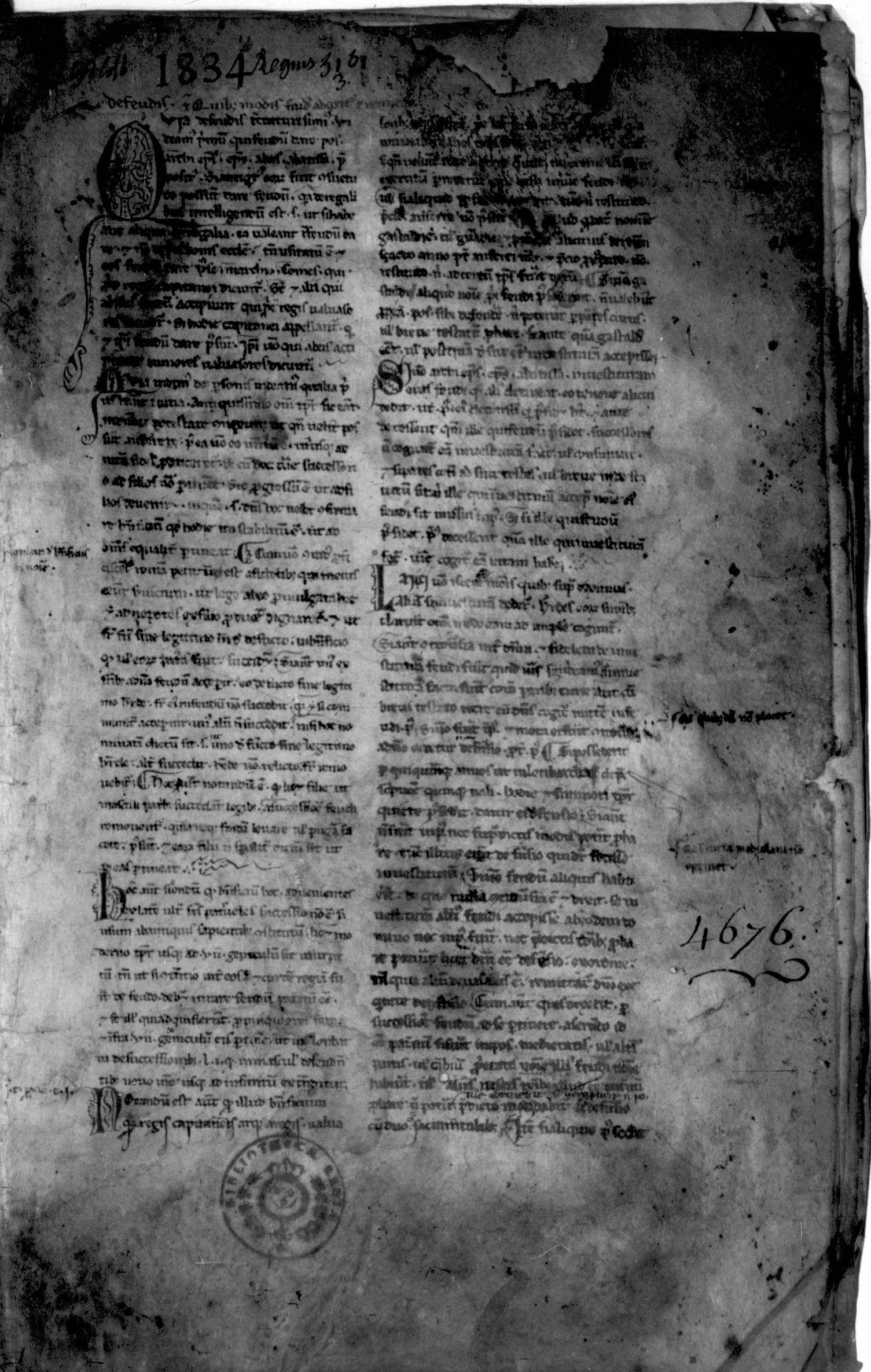
Summa de iure emphyteotico, manoscritto, XIII-XIV secolo. Parigi, Biblioteca nazionale di Francia.

Anselmo dall'Orto, latinizzato come Anselmus o Anselminus de Orto (Milano, 1130 circa – XII secolo), è stato giurista medievale.

## Biografia
Figlio di Oberto Dall'Orto, della sua vita si sa poco quel poco che si ricava dalle lettere mandategli dal padre, dalle quali si ricava che  negli anni 1150  studiava diritto all'Università di Bologna: fu allora che, constatando che i professori non insegnavano diritto feudale, scrisse al padre, noto conoscitore della materia, affinché potesse ricevere una preparazione adeguata (si è anche creduto che la forma epistolare fosse solo un espediente retorico di Oberto per svolgere una trattazione giuridica).
Tra il 1162 e il 1165 tornò a Milano dove ricopriva la carica di console.

## Opere
- Iuris civilis instrumentum: un libello de actionibus
- un trattato agrario

### Manoscritti
- Glossae ad Codicem, XII secolo, Paris, Biblioteca nazionale di Francia, Fonds latin, Lat. 4536,  ff. 9ra-205vb.
- Iuris civilis instrumentum, XII secolo, Città del Vaticano, Biblioteca Apostolica Vaticana, Fondo Palatino latino, Pal. lat. 772,  ff. 85-91.
  -  Iuris civilis instrumentum, XII secolo, Klosterneuburg, Stiftsbibliothek, Handschriften, Cod. 643 b,  ff. Ira-IVva.
  -  Iuris civilis instrumentum, fragm., XII secolo, Leiden, Universiteitsbibliotheek, Collectie Willem Matthias d'Ablaing, ABL 1,  ff. Ir-VIIv (marg. inf.).
- Summa de iure emphyteotico, XIII-XIV secolo, Paris, Biblioteca nazionale di Francia, Fonds latin, Lat. 4676,  ff. 1-8.